# Denis (album)
Denis è un album di raccolta del gruppo musicale statunitense Blondie, pubblicato nel 1996.

## Tracce
1. Denis – 2:17 (Neil Levenson)
2. The Tide Is High – 3:50 (John Holt, Howard Barrett, Tyrone Evans)
3. Hanging on the Telephone – 2:21 (Jack Lee)
4. Rip Her to Shreds – 3:19 (Debbie Harry, Chris Stein)
5. Picture This – 2:55 (Harry, Stein, Jimmy Destri)
6. X Offender – 3:11 (Harry, Gary Valentine)
7. Rifle Range – 3:39 (Stein, Ronnie Toast)
8. For Your Eyes Only – 3:06 (Stein, Harry)
9. Susie and Jeffrey – 4:07 (Harry, Nigel Harrison)
10. Die Young Stay Pretty – 3:31 (Harry, Stein)
11. Island of Lost Souls – 3:48 (Stein, Harry)
12. Platinum Blonde – 2:17 (Harry)
13. War Child – 3:59 (Harrison, Harry)
14. In the Flesh – 2:30 (Harry, Stein)